# Glas 1004

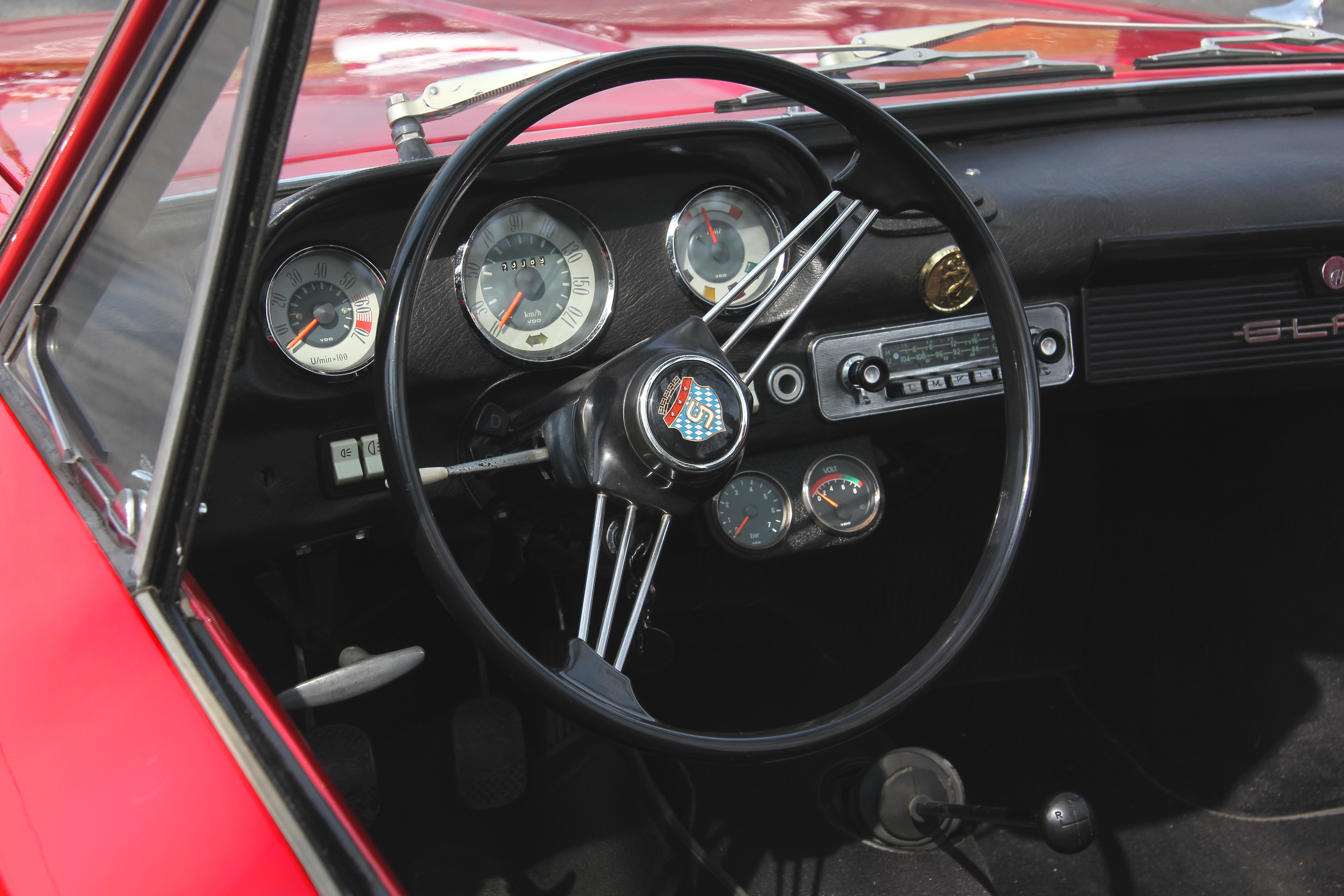
Volante e painel do Glas 1204

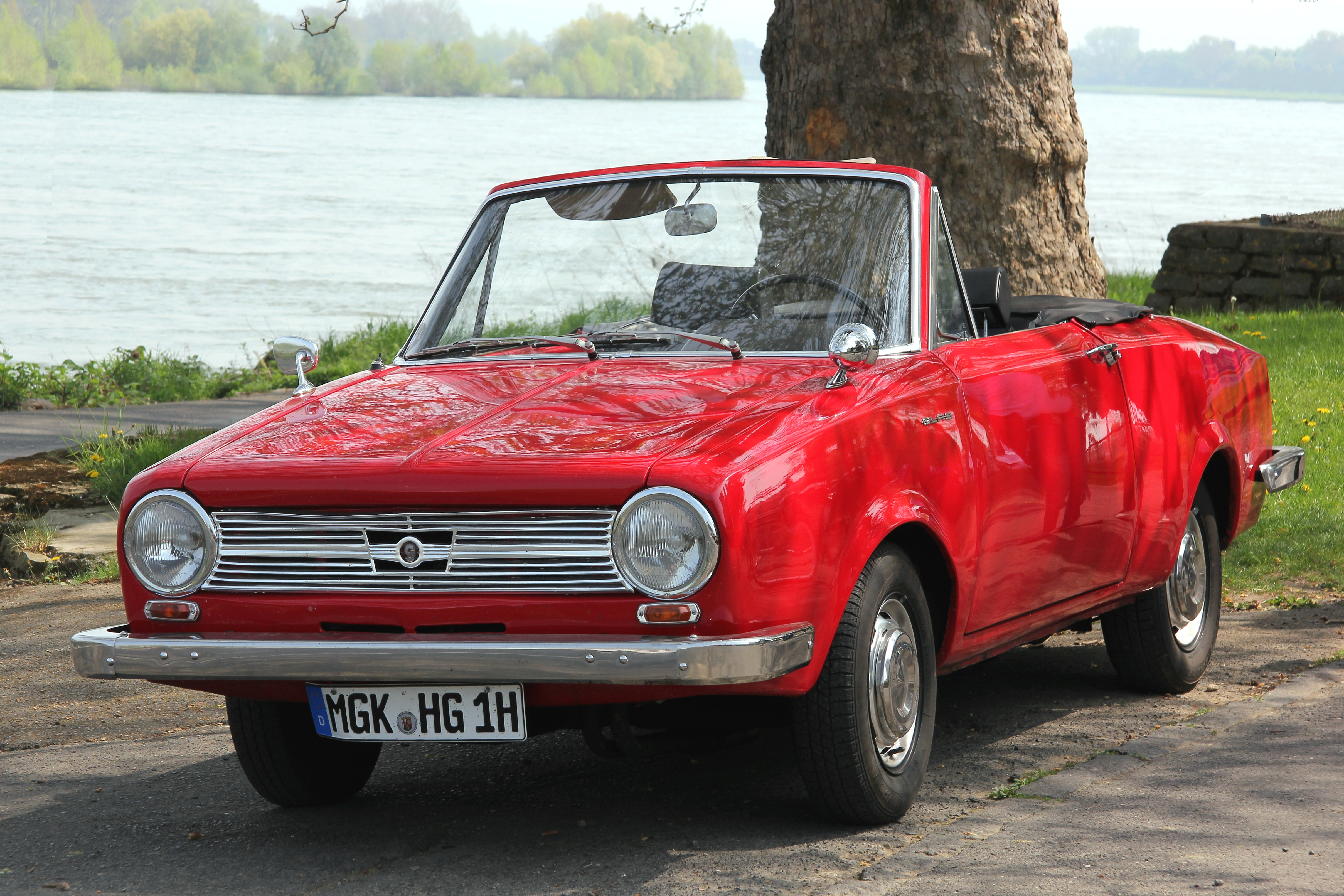
Glas 1204 Cabrio

O Glas 1004 é um automóvel de duas portas e quatro lugares do segmento C produzido pela Hans Glas GmbH em Dingolfing. Foi exibido pela primeira vez em público, em forma de cupê, no Salão do Automóvel de Frankfurt em setembro de 1961. A produção em volume do cupê 1004 começou em maio de 1962, e em janeiro de 1963 as versões sedã/berlina e conversível se juntaram à linha junto com o mais potente Glas 1204. Setembro de 1965 viu uma variante ainda mais potente, o Glas 1304. Em setembro de 1966, um fastback Kombilimousine (perua/carrinha) foi adicionado. Os 04s foram produzidos pelo menos até dezembro de 1967, e novos carros foram listados para venda durante grande parte de 1968.

## Origens
Em 1960, a oficina de pesquisa da empresa criou um motor que usava um acionamento por eixo de comando não convencional. O desenvolvedor de produtos Leonhard Ischinger, que se juntou à Glas vindo da BMW, produziu um motor OHC de quatro cilindros com engrenagem de válvula acionada por uma correia dentada de borracha, o que na época era uma ideia inovadora. O motor de 992 cc fornecia uma potência máxima de 42 PS (31 kW) a 5.000 rpm. Em 1961, a empresa adicionou uma carroceria cupê moderna usando o chassi do Glas Isar que para esta aplicação havia sido alongado em 10 cm. O resultado foi o protótipo 1004 que apareceu no Salão do Automóvel de Frankfurt em setembro daquele ano.

## S 1004
A produção em volume começou em maio de 1962 e os primeiros carros foram entregues em agosto. O carro manteve o motor de 992 cc refrigerado a água do protótipo que, nesta fase, ainda fornecia uma potência máxima reivindicada de 42 PS (31 kW) a 5.000 rpm. A tração era para as rodas traseiras por meio de uma transmissão manual de quatro velocidades incorporando — ainda um pouco incomum para este tamanho de carro — sincronização em todas as quatro velocidades de avanço.
O S 1004 veio com uma carroceria monocoque de aço reforçada, desde o início neste modelo, por seções de caixa de reforço sob o assoalho. Os comentaristas notaram o contraste entre a distância entre eixos relativamente curta de 2.100 mm do carro e o comprimento total de 3.835 mm do carro, o que pode, pelos padrões posteriores, ter comprometido o manuseio, mas permitiu o uso de um eixo de transmissão relativamente curto.
A suspensão dianteira usava braços de arrasto e molas independentes em combinação, enquanto na traseira um eixo oscilante era suportado por molas de lâmina. Tanto na frente quanto atrás a suspensão era aprimorada com "molas ocas de borracha cheias de ar".
Os freios a tambor controlados hidraulicamente operavam em todas as quatro rodas, enquanto o freio de mão operava por meio de uma ligação de cabo às rodas traseiras. A direção era do tipo comum de sem-fim e rolo.
O cupê 2+2 foi anunciado a 5.595 marcos alemães, um preço que aumentou para 5.865 marcos em novembro de 1963. A partir de janeiro de 1963, o conversível também foi oferecido, com o preço recomendado de 6.500. O Glas 1004 tinha o menor motor da linha, e isso foi oferecido em combinação com o sedã/berlina completo de quatro lugares somente a partir de setembro de 1965. Um extra opcional ainda incomum de agosto de 1963 foram os freios a disco nas rodas dianteiras, instalados por 195 marcos extras.
Os comentários da imprensa em um país onde a inovação técnica gera entusiasmo foram muito positivos em relação ao status do carro como o primeiro carro de produção do mundo a ser equipado com um eixo de comando acionado por correia, mas criticaram a falta de resposta dos freios a tambor padrão e da embreagem pesada. A tendência do carro de inclinar-se durante a aceleração ou frenagem brusca, atribuída à sua curta distância entre eixos, também atraiu críticas, assim como a caixa de câmbio "de trás para a frente" que, como no Isar existente, foi originalmente projetada para um carro pequeno com tração dianteira (nunca produzido, exceto como protótipo) e, consequentemente, posicionou a primeira e a terceira marchas mais próximas do motorista, com a segunda e a quarta marchas mais próximas da frente do carro.

## 1204/S 1204
O quatro lugares chegou em janeiro com o 1204, que teve seu curso do cilindro estendido de 61 mm para 73 mm, para dar uma capacidade de motor de 1.189 cc e potência máxima reivindicada de 53 PS (39 kW) a 5.100 rpm. O carro com motor maior também foi oferecido como um cupê e como um conversível.

## 1004 TS/1204 TS
Em novembro de 1963, a Glas adicionou versões de carburador duplo dos carros com motor de 992 cc e 1.189 cc, que foram denominados Glas 1004 TS e Glas 1204 TS. A potência máxima reivindicada nesses carros com motor de carburador duplo era de 63 PS (46 kW) a 6.000 rpm e 70 PS (51 kW) a 5.750 rpm, respectivamente. O 1204 TS mais rápido agora vinha com uma velocidade máxima relatada de 160 km/h, e colocava esse carro relativamente leve em termos de vários carros esportivos Porsche e Alfa Romeo em termos de desempenho em linha reta. O 1204 TS também conseguiu acelerar de 0 a 100 km/h em 11,9 segundos, embora o carro com esse motor não oferecesse mais níveis pequenos de economia de combustível. As versões do carro com motor TS vinham com freios a disco dianteiros incluídos no preço, o que fornecia, de acordo com um relatório contemporâneo, "bom poder de parada com pouco esforço". Com o 1204 TS, em maio de 1964, a Glas estava oferecendo por 6.980 marcos um carro esportivo e bem equipado que, em muitos aspectos, correspondia aos veículos concorrentes com preço de 10.000 marcos ou mais.
Em 1964, o Glas 1204 TS também teve sucesso na competição. Um 1204 TS dirigido por Gerhard Bodmer terminou na oitava posição dos 86 carros que começaram na corrida de 500 km de Nürburgring, alcançando uma vitória de classe no processo. A parceria Bodmer/Schmidt foi igualmente bem-sucedida na corrida de 24 horas de Spa-Francorchamps, terminando em oitavo no geral e alcançando uma vitória de classe à frente de seus companheiros de equipe Lambrechts e Mombaerts em outro 1204 TS.

## 1304 TS
Em setembro de 1965, o motor de 1.290 cc do Glas GT foi instalado, dando origem a um novo modelo topo de linha que agora oferecia potência máxima de 85 PS (63 kW) e velocidade máxima de 168 km/h.

## 1304/S 1304
Uma versão com carburador único do motor do 1304 também ficou disponível em 1965, que ainda oferecia 44 kW (60 PS) de potência e desempenho compatível.

## 1004

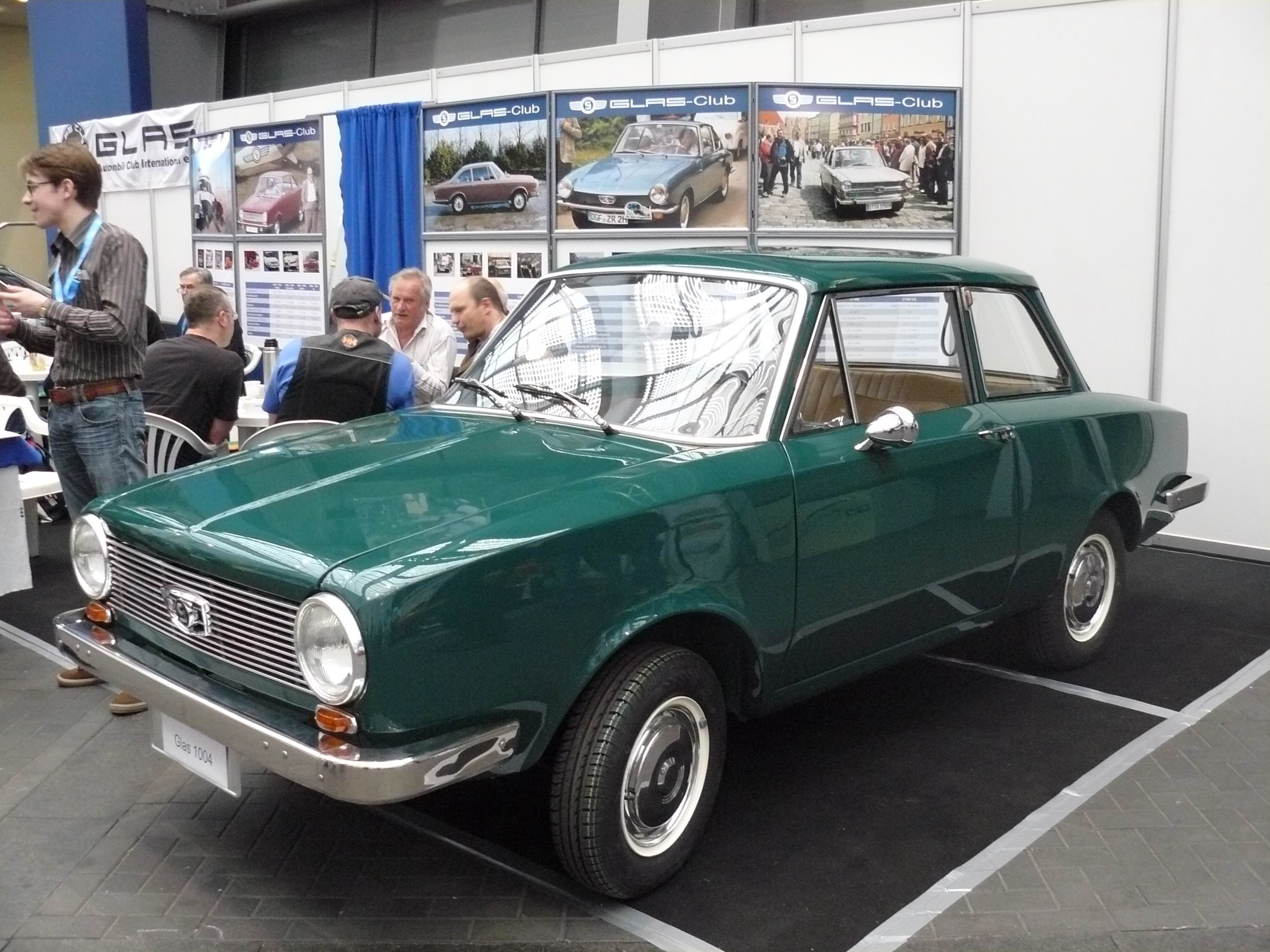
Glas 1004 sedã

Também em setembro, um nível de entrada atualizado 1004 foi introduzido, a potência do motor de 992 cc agora reduzida para 40 PS (29 kW). O carro apresentava uma taxa de compressão ligeiramente maior do que o 1004 original em 1963 e um carburador diferente.

## 1004 CL/1304 CL

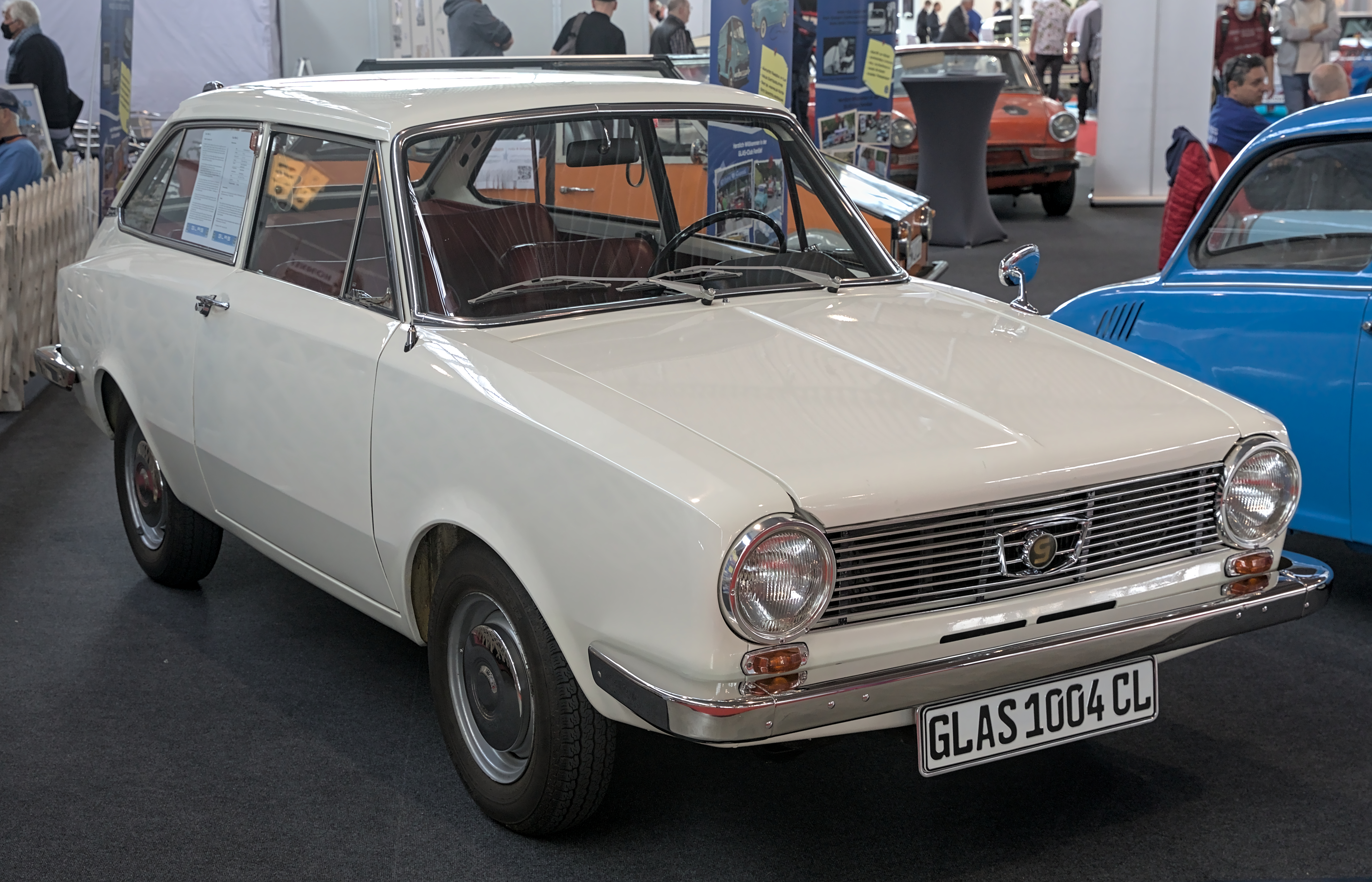
Glas 1004 CL (Kombi-limousine)

Duas kombi-limousines (peruas/carrinhas) com carroceria fastback chegaram em agosto de 1966. Peruas desse tamanho — pelo menos na Alemanha — ainda eram relativamente incomuns. As kombi-limousines podiam ser compradas como 1004 CL ou 1304 CL, com "CL" significando Combi Limousine. As peruas Glas tiveram pouco sucesso no mercado. Apesar da porta traseira, o espaço para bagagem e espaço para as pernas traseiras era severamente limitado devido à curta distância entre eixos do carro. Com um único carburador, o 1304 tem 60 PS (44 kW) a 5000 rpm; isso foi o suficiente para uma velocidade máxima reivindicada de 148 km/h. O CL continuou disponível por um tempo após a aquisição da BMW (até abril de 1968). Ele também inspirou o então diretor de vendas da BMW, Hahnemann, a desenvolver o Touring da Série 02.